# Nicola Etzelstorfer
Nicola Etzelstorfer (* 12. August 1986) ist eine ehemalige österreichische Kinder- und Jungschauspielerin.

## Leben
Im Alter von vier Jahren wurde Etzelstorfer in der Werbung eingesetzt und sammelte ihre ersten Theatererfahrungen. Bekanntheit erreichte sie vor allem durch die Filme Ein fast perfekter Seitensprung, Eine fast perfekte Scheidung und Eine fast perfekte Hochzeit sowie durch ihre Rolle – und bisher letztes Engagement – als Lisa in der österreichischen Fernsehserie Dolce Vita.
Seit 2014 ist sie eingetragene Psychotherapeutin für systemische Familientherapie.

## Filmografie
TV
- 1999: Schlosshotel Orth (Gastauftritt)
- 1999–2002: Medicopter 117 (17 Folgen)
- 2000, 2004: Kommissar Rex (Gastauftritt, 2 Folgen)
- 2001–2002: Dolce Vita & Co (20 Folgen)

Kino
- 1996: Ein fast perfekter Seitensprung
- 1998: Eine fast perfekte Scheidung
- 1998: Die 3 Posträuber
- 1999: Eine fast perfekte Hochzeit
- 2000: Flashback – Mörderische Ferien
- 2002: Ikarus